# Die Reihe
Die Musikzeitschrift die Reihe war eine Publikation zum Thema Serielle Musik, die in den Jahren 1955 bis 1962 von Herbert Eimert unter Mitarbeit von Karlheinz Stockhausen im Verlag Universal Edition Wien herausgegeben wurde. Der Titel bezieht sich auf die Zwölftonreihe, die das konstituierende Element der Zwölftonmusik bildet. Sie war ein Forum für den  musiktheoretischen Diskurs zur Neuen Musik in der Nachfolge der Wiener Schule, in dem namhafte Komponisten sich äußerten.
Insgesamt erschienen acht Hefte, die zwischen 1958 und 1968 auch beim Verlag Theodore Presser Company (Bryn Mawr: Pennsylvania) in englischer Ausgabe mit den deutschen Originaltiteln verlegt wurde.
Es gab auch eine Buchreihe Bücher der Reihe, die aber über eine Ausgabe nicht hinausgekommen zu sein scheint.

## Heft 1:elektronische Musik(1955)
- Gruß an Hanns Hartmann
- Vorwort
- Herbert Eimert: Die sieben Stücke
- Karel Goeyvaerts: Das elektronische Klangmaterial
- H. H. Stuckenschmidt: Die dritte Epoche
- Giselher Klebe: Erste praktische Arbeit
- Werner Meyer-Eppler: Statistische und psychologische Klangprobleme
- Gottfried Michael Koenig: Studiotechnik
- Ernst Krenek: Den Jüngeren über die Schulter geschaut
- Paul Gredinger: Das Serielle
- Henri Pousseur: Strukturen des neuen Baustoffs
- Pierre Boulez: An der Grenze des Fruchtlandes
- Karlheinz Stockhausen: Aktuelles

## Heft 2:Anton Webern(1955)
1. Teil: Dokumente – Bekenntnisse
- Igor Strawinsky: Geleitwort
- Friedrich Wildgans: Biografische Tabelle
- Verzeichnis der Werke
- Hildegard Jone: Eine Kantate
- Arnold Schoenberg: Vorwort zu den Sechs Bagatellen
- Anton Webern: Bekenntnis zu Schoenberg
- Der Dirigent Anton Webern
- Ernst Krenek: Der Stein, den die Bauleute verworfen haben, der ist zum Eckstein worden
- Ernst Krenek: Aus dem Briefwechsel
- Ernst Krenek: Der UE-Lektor
- Anton Webern: Choralis Constantinus

2. Teil: Erkenntnisse – Analysen
- Herbert Eimert: Die notwendige Korrektur
- Karlheinz Stockhausen: Zum 15. September 1955
- Pierre Boulez: Für Anton Webern
- Heinz-Klaus Metzger: Webern und Schönberg
- Leopold Spinner: Eine Analyse (Konzert für 9 Instrumente, 2. Satz)
- Henri Pousseur: Weberns organische Chromatik (1. Bagatelle)
- Christian Wolff: Kontrollierte Bewegung (Werkauswahl)
- Karlheinz Stockhausen: Struktur und Erlebniszeit (Streichquartett, 2. Satz)
- Heinz-Klaus Metzger: Analyse des Geistlichen Liedes op. 15 Nr. 4
- Armin Klammer: Weberns Variationen für Klavier, 3. Satz
- Herbert Eimert: Intervallproportionen (Streichquartett, 1. Satz)

## Heft 3:musikalisches Handwerk(1957)
- Herbert Eimert: Von der Entscheidungsfreiheit des Komponisten
- Karlheinz Stockhausen: …wie die Zeit vergeht…
- John Cage: Beschreibung der in Music for Piano 21-52 angewandten Kompositionsmethode
- Henri Pousseur: Zur Methodik

## Heft 4:junge Komponisten(1958)
- Wolf-Eberhard von Lewinski: Junge Komponisten
- Udo Unger: Luigi Nono: Polifonica – Monodia – Ritmica: Il canto sospeso
- Gottfried Michael Koenig: Henri Pousseur
- Rudolf Stephan: Hans Werner Henze
- György Ligeti: Pierre Boulez. Entscheidung und Automatik in der Structure Ia
- Heinz-Klaus Metzger: Intermezzo I: Das Altern der Philosophie der neuen Musik
- Herbert Eimert: Intermezzo II
- Gottfried Michael Koenig: Bo Nilsson
- Wolf-Eberhard von Lewinski: Giselher Klebe
- Piero Santi: Luciano Berio
- Reinhold Schubert: Bernd Alois Zimmermann
- Giacomo Manzoni: Bruno Maderna
- Dieter Schnebel: Karlheinz Stockhausen

## Heft 5:Berichte – Analyse(1959)
- Herbert Eimert: Debussys Jeux
- Mauricio Kagel: Ton-Cluster, Anschläge, Übergänge
- György Ligeti: Zur III. Klaviersonate von Boulez
- Heinz-Klaus Metzger Gescheiterte Begriffe in Theorie und Kritik der Musik
- Karlheinz Stockhausen: Elektronische und instrumentale Musik
- Karlheinz Stockhausen: Musik im Raum
- Gottfried Michael Koenig: Studium im Studio
- Hans G Helms: Zu John Cages Vorlesung ”Unbestimmtheit”
- John Cage: Unbestimmtheit [Übersetzung und räumliche Anordnung: Hans G. Helms]

## Heft 6:Sprache und Musik(1960)
- Hans Rudolf Zeller: Mallarmé und das serielle Denken
- Dieter Schnebel: Brouillards. Tendenzen bei Debussy
- Karlheinz Stockhausen: Musik und Sprache
- Nicolas Ruwet: Von den Widersprüchen der seriellen Sprache
- Henri Pousseur: Musik, Form und Praxis (Zur Aufhebung einiger Widersprüche)

## Heft 7:Form – Raum(1960)
- György Ligeti: Wandlungen der musikalischen Form
- Ursula Burghardt-Kagel: Das Raumtheater von Amancio Williams
- Christian Wolff: Über Form
- Mauricio Kagel: Translation – Rotation
- John Whitney: Bewegungsbilder und elektronische Musik
- Rainer Fleischhauer/Jörn Janssen: Hochbau für 200 000 E
- Jörn Janssen: Erstes Projekt

## Heft 8:Rückblicke(1962)
- Herbert Eimert: Nachruf auf Werner Meyer-Eppler
- Werner Meyer-Eppler: Informationstheoretische Probleme der musikalischen Kommunikation
- Helmut Kirchmeyer: Vom historischen Wesen einer rationalistischen Musik
- Walter Schulze-Andresen: Das dreidimensionale Notenbild
- Walter O'Conell: Der Ton-Raum
- Adriaan Daniël Fokker: Wozu und Warum?
- Gottfried Michael Koenig: Kommentar
- Publikationen der Reihe

## Bücher der Reihe
- Herbert Eimert: Grundlagen der musikalischen Reihentechnik, Wien: Universal Edition 1964